# Puya killipii
Puya killipii är en gräsväxtart som beskrevs av José Cuatrecasas. Puya killipii ingår i släktet Puya och familjen Bromeliaceae. Inga underarter finns listade i Catalogue of Life.